# تکثیر دمی
تکثیر دمی (Caudal duplication) (یا نشانگان تکثیر دمی)، یک ناهنجاری مادرزادی نادر است که در آن ساختارهای مختلف ناحیه دمی، پارگین جنینی و لوله عصبی طیفی از ناهنجاری‌ها مانند تکراری شدن و ناهنجاری‌ها را نشان می‌دهند. علل دقیق این وضعیت ناشناخته است، اگرچه چندین نظریه وجود دارد که رشد غیرطبیعی جنینی را به عنوان علت این وضعیت نشان می‌دهد. تشخیص اغلب در طول رشد پیش از تولد در سه‌ماههٔ دوم از طریق اسکن ناهنجاری یا بلافاصله پس از تولد انجام می‌شود. با این حال، موارد نادری از تشخیص در بزرگسالی نیز دیده شده است. اغلب برای اصلاح چنین ناهنجاری‌هایی با توجه به طیف علائم موجود، درمان مورد نیاز است، در حالی که گزینه‌های درمانی از مدیریت انتظاری محافظه‌کارانه تا برداشتن بافت دمی برای بازگرداندن کارکرد یا ظاهر طبیعی متفاوت است. به عنوان یک ناهنجاری مادرزادی نادر، شیوع در هنگام تولد کمتر از ۱ در 100000 است و کمتر از ۱۰۰ مورد در سراسر جهان گزارش شده است.